# 1431
Cette page concerne l'année 1431  du calendrier julien.
L'année 1431 est une année commune qui commence un lundi.

## Événements

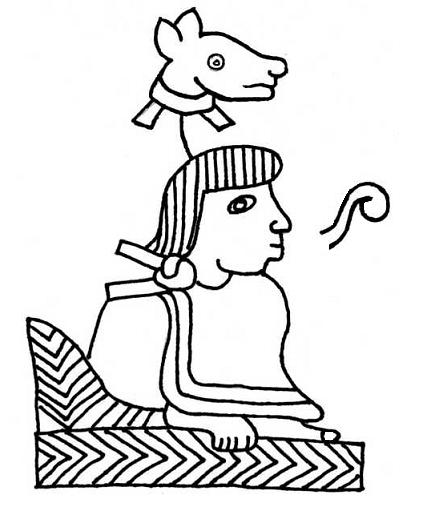
Nezahualcóyotl représenté dans le Codex Xolotl

- Début du règne de Nezahualcóyotl, roi de Texcoco[1]. Tenochtitlan, bâtie par les Mexicas devient la cité-État dominante au Mexique central.
- La papauté tente d’établir des liens avec l'empereur d’Éthiopie par le canal des moines éthiopiens de Jérusalem. Elle souhaite trouver en lui un allié pour libérer l’Égypte des musulmans[2].
- Les armées thaïes détruisent la capitale khmère d'Angkor Thom[3]. Le pays est occupé jusque vers 1445, quand le roi Ponhea Yat restaure l'Empire khmer à partir de Phnom Penh.

### Europe

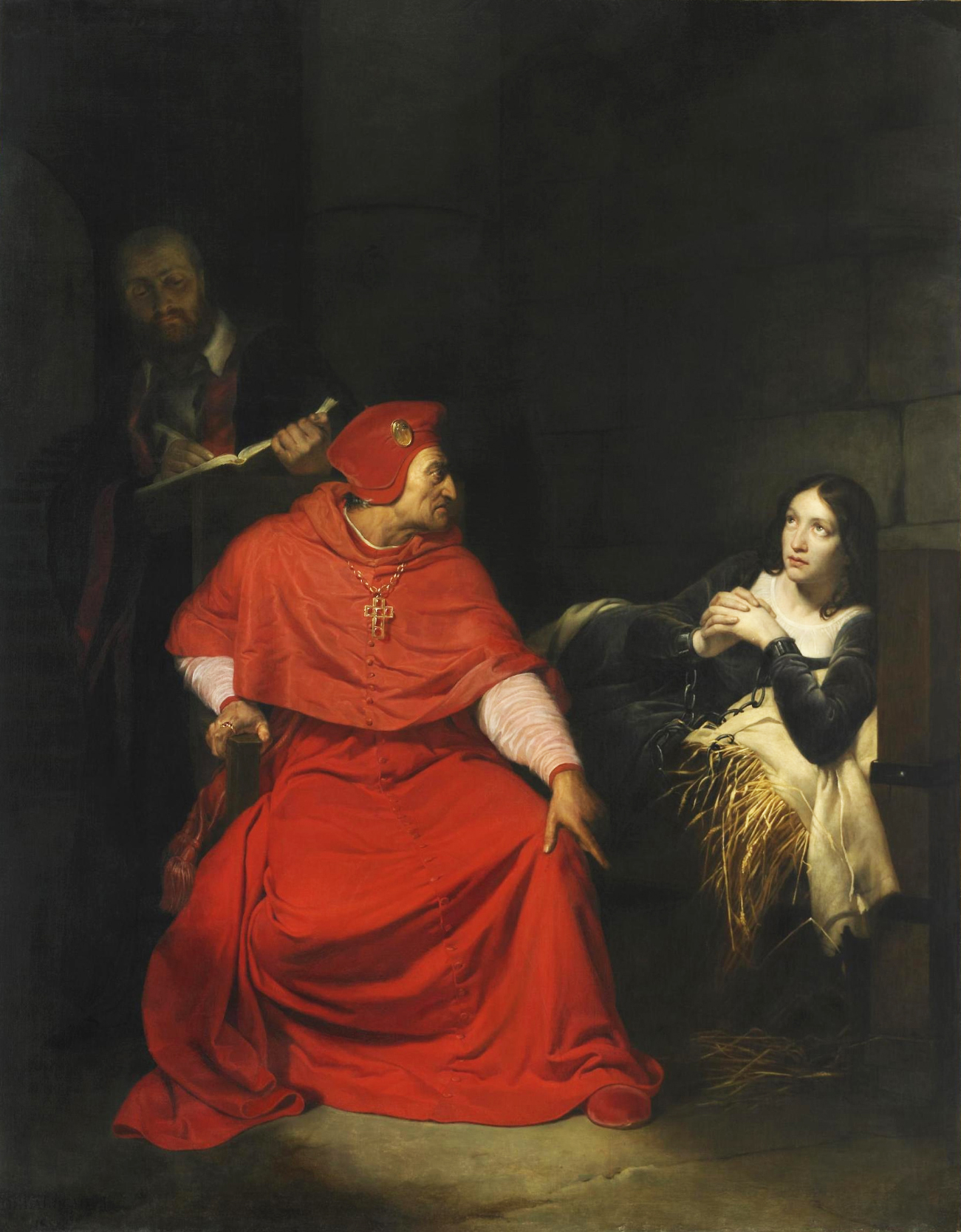
21 février : procès de Jeanne d'Arc Jeanne d’Arc est interrogée par le cardinal de Winchester dans sa prison Paul Delaroche, 1824

- 21 février : Jeanne d'Arc parait devant ses juges à Rouen pour l'ouverture de son procès[4].
- 17 mars : fin du procès de Jeanne d'Arc[4].
- 3 mars : neveu par sa mère de Grégoire XII, Gabriele Condulmer est élu pape, devenant le 207e pape de l'Église catholique, sous le nom d'Eugène IV (fin du pontificat en 1447)[5].
- Mars-avril : révolte populaire anti-fiscale et anti-nobiliaire en Forez[6]. Les écorcheurs de Rodrigue de Villandrando exterminent les rebelles réfugiés à Saint-Romain-le-Puy.
- Printemps : en Grèce, les Turcs atteignent l’isthme de Corinthe et détruisent le mur de l'Hexamilion[7].
- 23 mai : le général génois Giovanni Grimaldi est victorieux, pour le compte du duc de Milan, de la flotte vénitienne de l'amiral Nicolas Trevisani sur le Pô. Il capture 28 galères et 42 bâtiments de transports[8].
- 29 mai :
  - Jeanne d'Arc est condamnée à Rouen à être brûlée vive comme hérétique et sorcière par l’évêque de Beauvais Pierre Cauchon[9].
  - Une bulle du pape Eugène IV autorise la création de l'université de Poitiers, voulue par le roi Charles VII pour récompenser la fidélité que lui avait toujours montrée le Poitou[10].
- 30 mai : Jeanne d'Arc est conduite sur un bûcher préparé sur l'actuelle place du Vieux-Marché à Rouen et brûlée vive[9].
- 1er juin[11] : Dan II de Valachie est tué dans un combat contre les Ottomans, qui mettent sur le trône un fils illégitime de Mircea l'Ancien, Aldea, qui prend le nom d’Alexandre Aldea et devient voïévode de Valachie (fin en 1436). Vlad Dracul, un autre fils de Mircea qui a reçu de Sigismond le titre de prince de Valachie et a été admis dans l’ordre du Dragon, doit se contenter de la défense de la frontière méridionale de la Transylvanie et s’installe à Sighișoara, où il obtient le droit de frapper monnaie.
- 19 juin[12] : La Hire est fait prisonnier en tentant de délivrer la pucelle mais il réussit à s’évader.

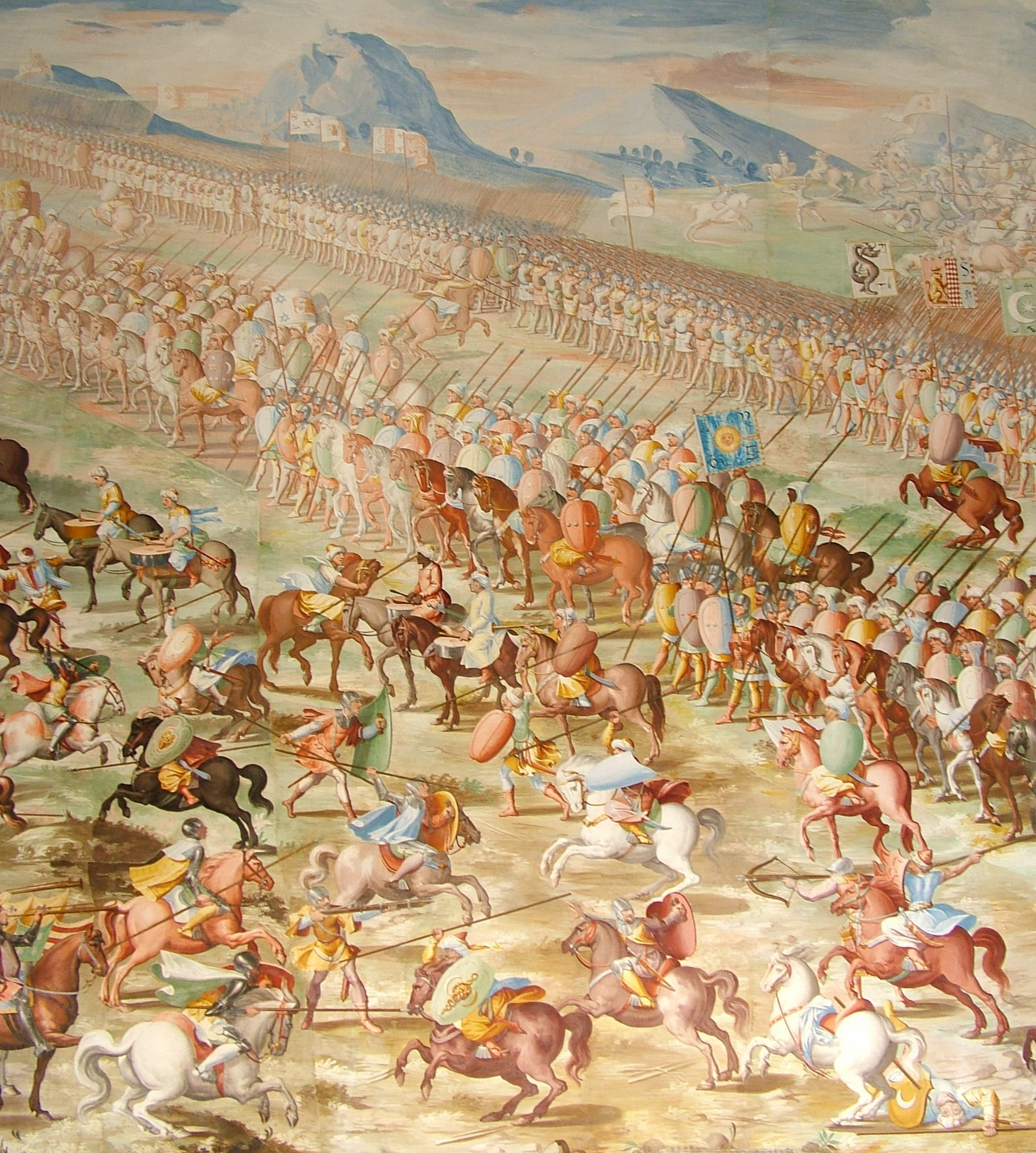
: bataille de La Higueruela.

- 1er juillet : modeste victoire des castillans menés par Alvaro de Luna sur les Nasrides à la bataille de La Higueruela[13].
- 2 juillet : bataille de Bulgnéville. René d'Anjou est fait prisonnier par le duc de Bourgogne jusqu'en 1437[14].
- 23 juillet : ouverture du dix-septième concile œcuménique à Bâle (fin en 1449)[5].
- Juillet : un mouvement des Lollards est écrasé en Angleterre[15]. Leur influence ne s’exerce désormais que dans les milieux populaires, sans jamais disparaître totalement.
- 1er[16]-14 août, Bohême: une nouvelle croisade contre les hussites convoquée par le pape Martin V est écrasée[17]. Le concile de Bâle se montre prêt à négocier après l’échec de la croisade (15 octobre).
- 27 août : victoire navale vénitienne sur Gênes à la bataille de Rapallo[18].
- Août : la guerre entre Gênes et Venise s'étend vers le Levant[19] ; les Vénitiens prétendent chasser les Génois de Chios et de Chypre.
- 3 septembre : Jean V, duc de Bretagne, reconnait par une charte l'ancienneté des franchises et privilèges des habitants des Marches de Poitou et de Bretagne[20].
- 15 octobre : le concile de Bâle invite les Hussites à commencer les négociations[16].
- 25 octobre : prise de Louviers par les Anglais[21].
- 30 octobre : un traité de paix perpétuelle est signé à Medina del Campo entre le Portugal et la Castille, qui reconnait l'indépendance du Portugal (ratifié par le roi Jean Ier de Portugal à Almeirim le 17 janvier 1432)[22].
- 25 novembre[23] : Sigismond de Luxembourg est couronné roi des Lombards à Milan.
- 2 décembre : entrée solennelle d'Henri VI d'Angleterre à Paris.
- 14 décembre : le concile s’affirme supérieur au pape et confirme le décret Frequens rendu à Constance[24].
- 16 décembre[25] : Henri VI d'Angleterre est sacré roi de France à Paris par le cardinal Henri de Beaufort dans la cathédrale Notre-Dame[26].
- 18 décembre : Eugène IV, prétextant une faible participation, dissout le concile de Bâle, mais, appuyé par Sigismond, ce dernier continue à siéger[5]. En décembre 1433, Eugène IV devra reconnaître la nullité de sa décision et la légitimité du concile.

- la peinture en 1431 sur Commons